# Forte Boyard
O Forte Boyard (em francês:  Fort Boyard) é um forte localizado numa ilha artificial entre a ilha de Aix e a ilha de Oléron, perto da cidade portuária de La Rochelle, no sudoeste da França. Embora tenha sido planeado no século XVII, só se começou a construir no século XIX por ordem do governo de Napoleão Bonaparte. Esteve ativo de 1857 a 1913 e podia albergar uma guarnição de 250 soldados. O antigo edifício militar tornou-se famoso devido ao programa de televisão Fort Boyard emitido com êxito desde 1990 em França e adaptado em 75 outros países, incluindo Portugal e demais países lusófonos.

## Descrição
O forte Boyard tem uma estrutura ovalada, de 80 metros de comprimento por 40 metros de largura. As suas paredes alcançam 20 metros de altura. No centro há um pátio, onde ao nível do solo havia tendas e quartos para os soldados e oficiais. Os pisos superiores tinham casamatas para as armas de fogo e outros quartos. Em cima havia instalações para morteiros e barbetas.

## História

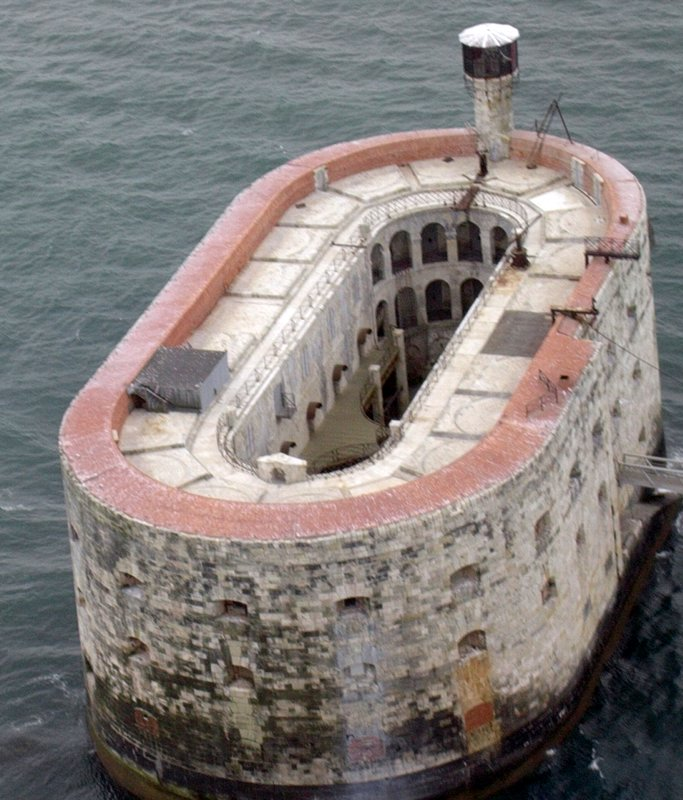
Vista aérea do forte.

A construção do forte foi considerada pela primeira vez entre 1661 e 1667. O forte Boyard formava uma linha de defesa com o forte Énet e com o forte de La Rade na Île-d'Aix para proteger o arsenal de Rochefort da Armada Real de eventuais incursões. Devido à limitada artilharia no século XVII, os campos de fogo entre as fortificações das ilhas de Aix e de Oléron não se sobrepunham. Um forte no banco de Boyard, quase a meio caminho entre os referidos dois fortes poderia solucionar esta insuficiência. Em 1692, o engenheiro francês Descombs começou a planear o programa de construção de tal forte; porém, quando se revelou demasiado caro, o plano foi abandonado. Vauban, líder engenheiro militar de Luís XIV, disse: «Sua majestade, seria mais fácil apoderar-se da Lua com os seus dentes do que tentar semelhante empresa naquele lugar».
Após uma incursão britânica em 1757, os planos antigos foram reconsiderados. No entanto, os problemas logísticos fizeram com que fossem de novo abandonados. Tais esforços form renovados pelo governo de Napoleão Bonaparte em 1800, e no ano seguinte os engenheiros Ferregeau e Armand Samuel de Marescot, e o vice-almirante François Étienne de Rosily-Mesros desenharam um forte para ser construído no banco. Para facilitar o trabalho, ficou estabelecido um porto na ilha de Oléron. A vila de Boyardville foi construída para os trabalhadores da empreitada. Aí chegavam blocos de pedra das pedreiras reais. A primeira fase da construção era estabelecer uma superfície plana de uns 100 ou 50 metros, para servir como base. Com este fim, as pedras se empilharam na margem.
Neste caso, a ideia era construir sobre pedra em vez de areia, pelo que se trouxeram blocos das pedreiras reais e se armazenaram em Boyardville para, posteriormente, serem depositados sobre o banco de areia de Boyard. Esta operação devia efetuar-se no verão e com maré baixa. O projeto foi interrompido em 1809 e retomado em 1837, já com Luís Filipe I de França e devido a algumas tensões com a Grã-Bretanha. Ficou completo em 1857, quando já era inútil devido aos avanços na artilharia, que o tornavam redundante.
Esteve ativo de 1857 a 1913. Após 1871, o Forte Boyard foi brevemente usado como prisão militar, antes de ser abandonado no início do século XX. Com efeito, em 1913 o exército abandona-o e os canhões são vendidos. Durante a Segunda Guerra Mundial serviria de local de treino para a Marinha alemã.
Em 1961 o forte foi vendido em leilão sendo anunciado um valor de base de 7500 francos e tendo sido adquirido por Éric Aerts, dentista de Avoriaz, por 28 000 francos. Este deixou o forte ao abandono até o vender em 1989 por um milhão e meio de francos ao produtor de concursos televisivos Jacques Antoine, que por sua vez o vendeu pouco depois ao Conselho Geral do departamento, que se comprometeu a restaurar o monumento e a assegurar-lhe a exclusividade de exploração televisiva do lugar para o programa homónimo, Fort Boyard.

## Galeria

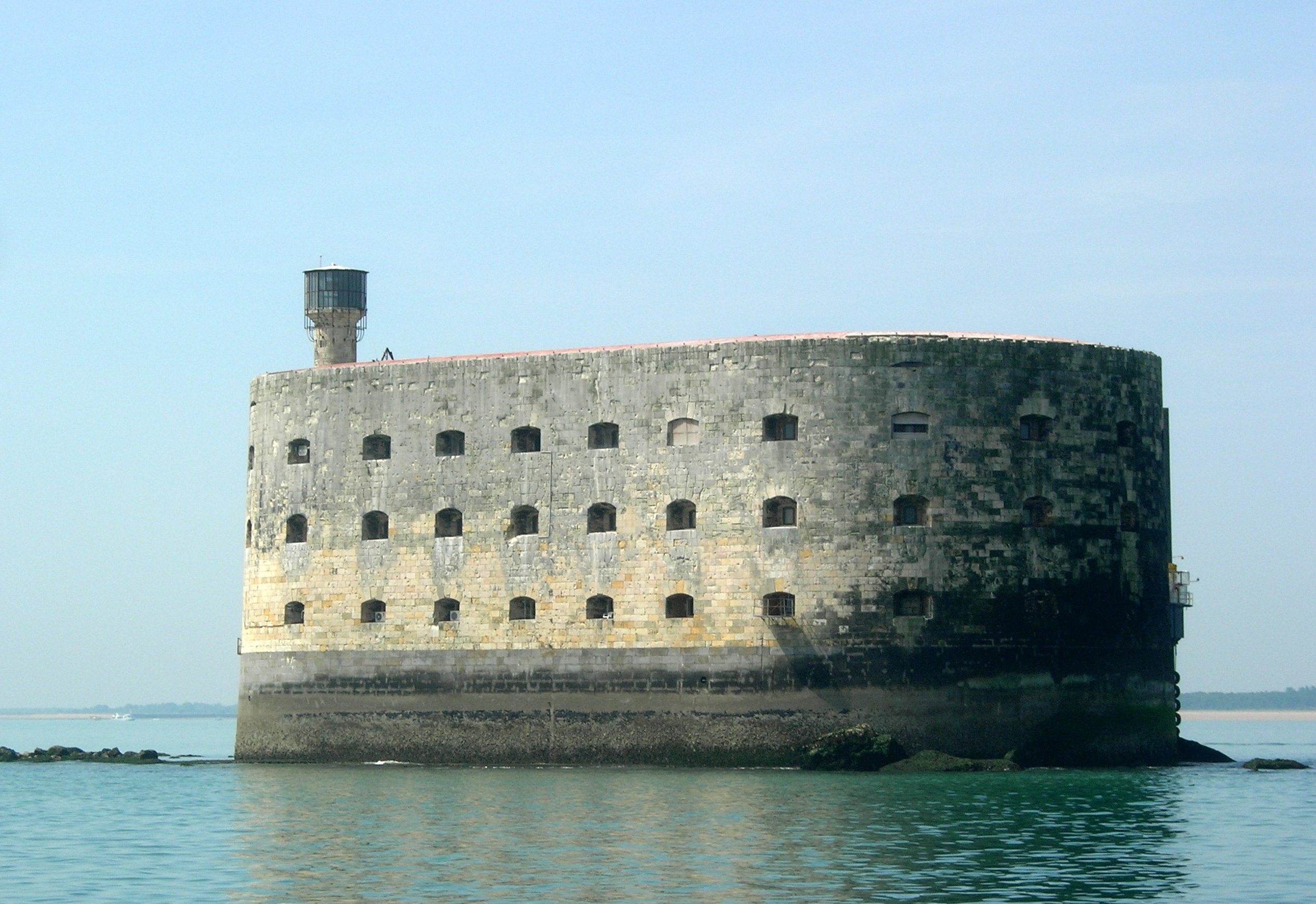
O forte visto de sul com maré baixa
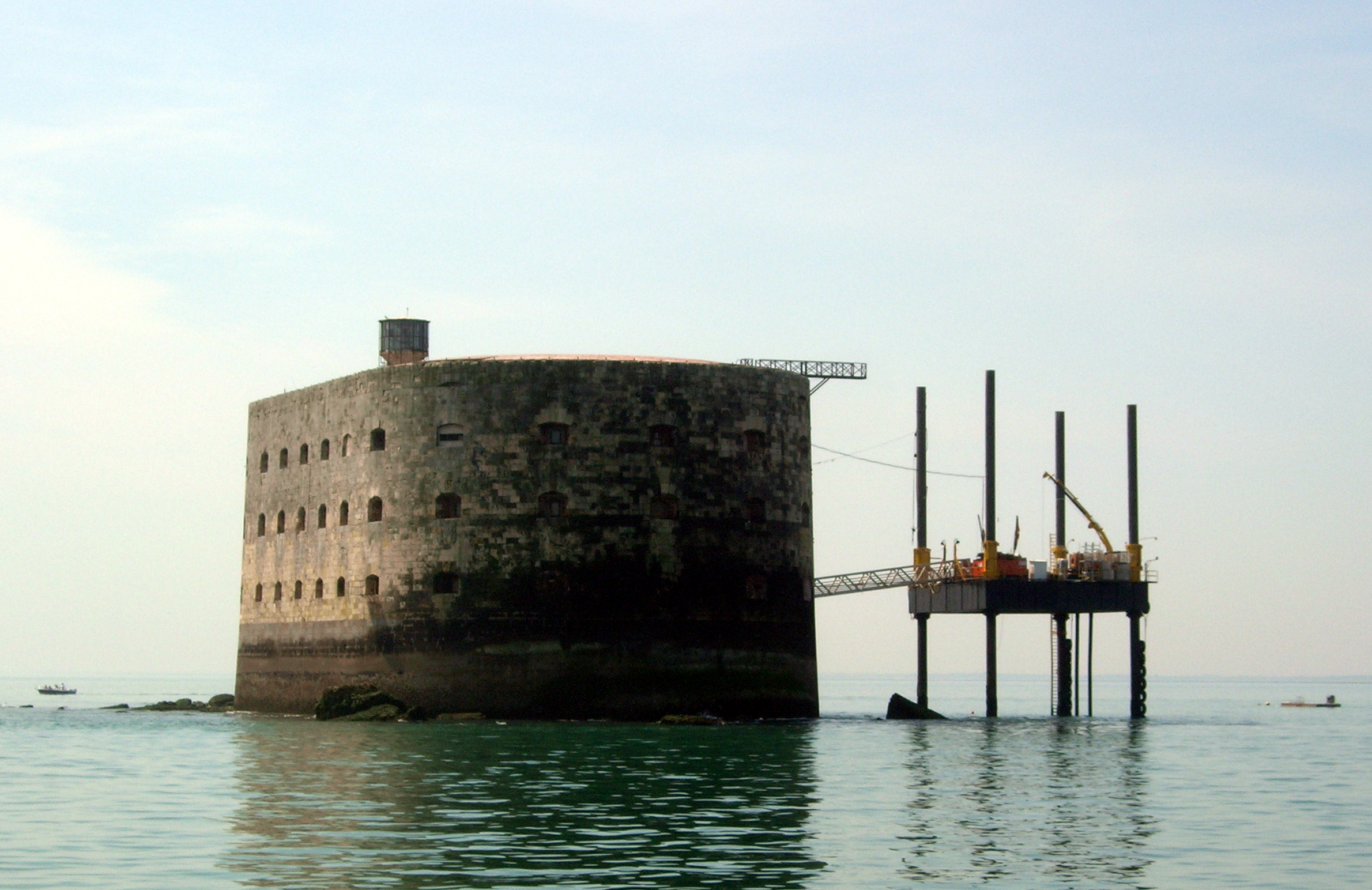
O forte visto de norte com maré baixa
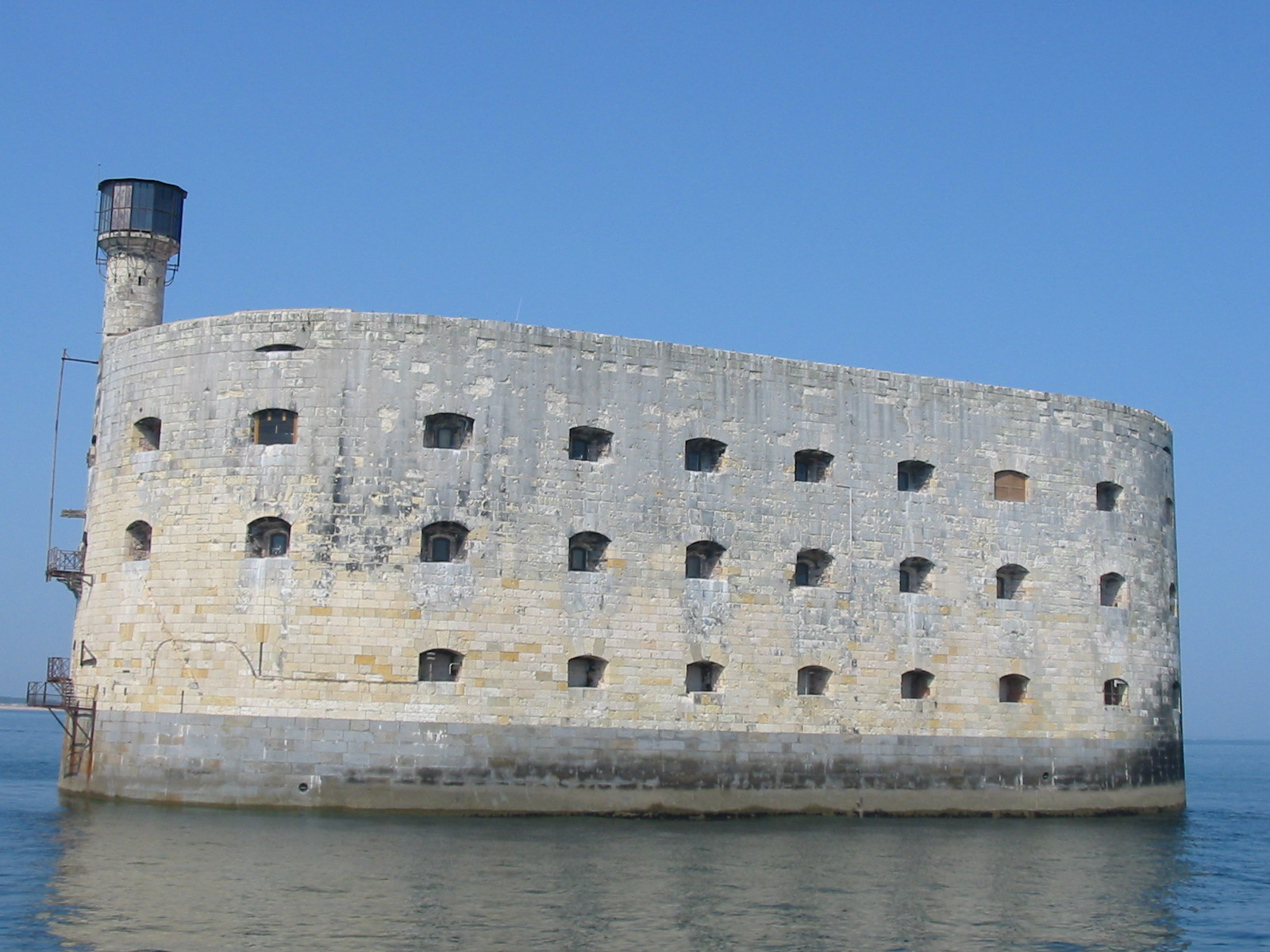
O forte visto da ilha de Aix